# Метастазио, Пьетро
Пьетро Метастазио (итал. Metastasio, собственно итал. Pietro Antonio Domenico Trapassi, 3 января 1698, Рим — 12 апреля 1782, Вена) — прославленный итальянский либреттист и драматург.

## Ранние годы жизни

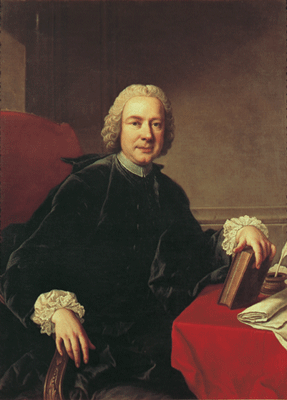
Пьетро Метастазио

Сын бедного ремесленника по имени Трапасси. Поэзией Метастазио увлёкся в раннем детстве и уже к 10 годам добился изрядных успехов в искусстве импровизации. Талантливый ребёнок привлёк к себе внимание поэта Гравины, богатого римского адвоката, усыновившего его. Следует отметить, что Гравина оставил свой след в истории изящной словесности именно этим шагом (Стендаль отмечал, что он писал «скуки ради скверные трагедии»; правда, в своё время его литературная известность была довольно широка). Именно Гравина дал своему воспитаннику фамилию Метастазио — это фамилия является ничем иным, как переводом фамилии Трапасси на греческий язык. Усилиями Гравины молодой Метастазио получил отличное образование. Ему же он оставил и своё наследство, избавив его тем самым от материальных забот.

## Первый успех
Успех к Метастазио пришёл в 1724 году, после постановки «Покинутой Дидоны», написанной специально для возлюбленной поэта, певицы Марианны Романини. Либретто имело редкий успех: положенное на музыку Доменико Сарро, оно в первый же год привлекло внимание нескольких композиторов и в дальнейшем — на протяжении всего XVIII века — было «озвучено» ещё пятьдесят раз. «Покинутая Дидона» не была первым опытом поэта, но именно в ней впервые проступили характерные черты его стиля. Особая музыкальность стиха (сочиняя тексты арий, Метастазио собственноручно «проверял» их, кладя на музыку); ясность драматургии, которая уже у предыдущего поколения либреттистов освободилась от венецианской эксцентрики (множества действующих лиц, запутанной интриги, переодеваний, гротескных персонажей) и у Метастазио окончательно приобрела классический вид; тонкая прорисовка характеров, умение проследить каждый оттенок переживания героев, которым Метастазио славился и которое позволило ему перенести весь интерес драмы в психологическую плоскость, в отличие от той трагедии — или комедии — положений, какой опера нередко бывала до него.

## Особенности драматургии

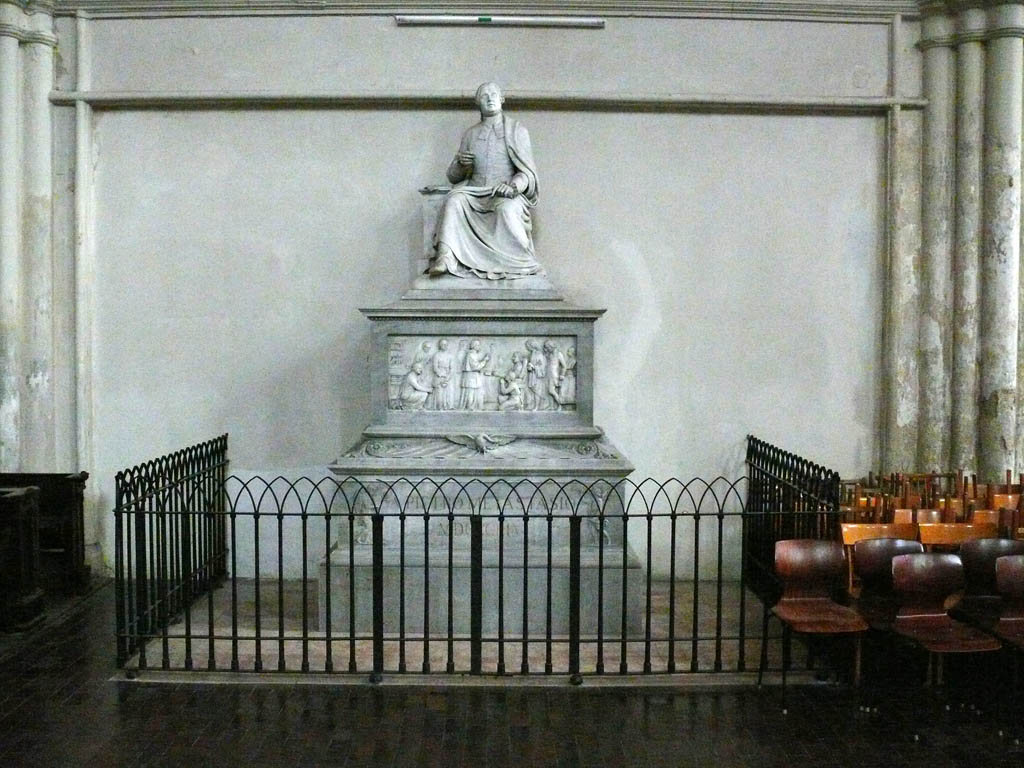
Памятник Метастазио в венской Церкви братьев-миноритов

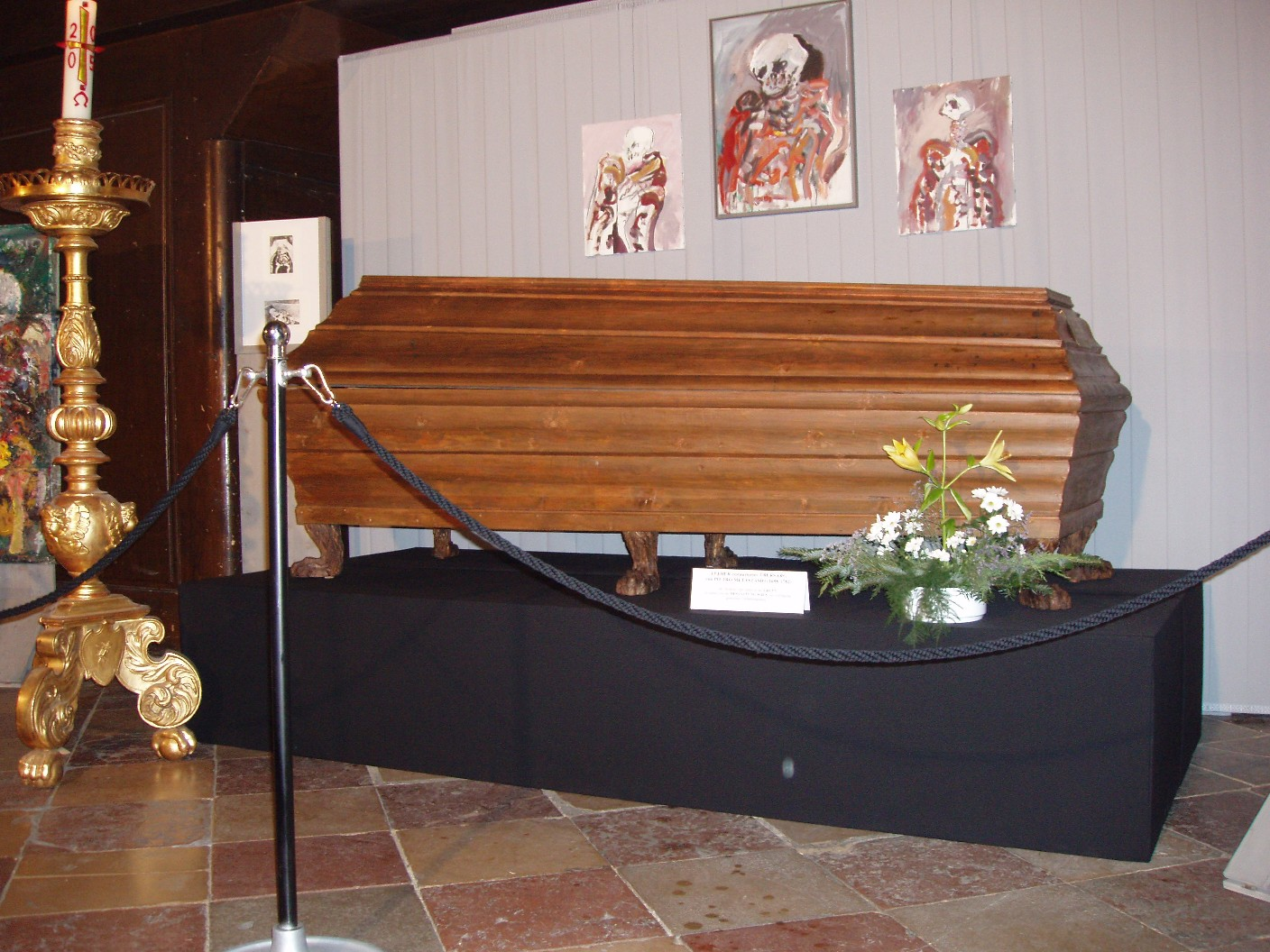
Могила Метастазио в венской Церкви Святого Михаила, на заднем плане можно видеть офорты Хервига Ценса

Все либретто Метастазио построены по ясному и сравнительно простому плану. Это трёхактные пьесы, при создании которых Метастазио пользовался рядом несложных правил, довольно широко известных (о них говорит Стендаль в «Письмах о Метастазио» и Гольдони в первом томе «Мемуаров»). В каждой драме непременно должно быть шесть героев — обязательно влюблённых. Тремя главными лицами в опере являются примадонна, первое сопрано (кастрат) и тенор — им необходимо спеть по пять арий: aria patetica (печальная), aria di bravura (бравурная), aria parlante (в ровных тонах), полухарактерную арию и aria brillante (блестящую). Существует ещё ряд правил — о них можно прочесть у тех же Гольдони или Стендаля. Сами арии Метастазио строятся по общепринятой в то время схеме da capo, то есть имеется три строфы, причём первая повторяется в качестве третьей. В ариях раскрывается ещё одна грань гения Метастазио: они сжаты, всего 8—12 стихов, но при этом необычайно выразительны.
В своей оперной реформе Метастазио имел как минимум одного знаменитого предшественника — Апостоло Дзено, который, по выражению Гольдони, первым напал на мысль, что [строгую] трагедию можно безо всякого ущерба облечь в лирические стихи и что пение никак её не ослабит. Долгое время Дзено работал в Вене, куда приехал по приглашению императора Карла VI, в качестве придворного поэта и историографа, создавая оперы для императорского театра. Современные филологи отмечают известную сухость и рассудочность стиля Дзено в сравнении с Метастазио. По словам Гольдони, мужественность стиля Дзено роднит его с Корнелем, тогда как тонкость и психологизм Метастазио напоминают Расина. Уезжая из Вены, Дзено посоветовал пригласить себе на смену Метастазио, в котором видел достойного преемника.

## Венский период
Метастазио приехал в Вену в 1729 году. Здесь ему было суждено прожить полвека — вплоть до конца жизни. Все это время за исключением последних лет он непрестанно создавал новые либретто, большинство из которых сразу признавались шедеврами: тексты для опер, ораторий и кантат (последние принадлежат к лучшим образцам его лирики).
Всего Метастазио написал несколько десятков либретто: «Александр в Индии», «Олимпиада», «Милосердие Тита», «Антигон», «Царь-пастух», «Катон в Утике» и т. д. Все они имели европейскую славу. Сочинения на его либретто писали такие композиторы, как Вивальди, Гендель, Хассе, Винчи, Глюк, Моцарт, Сальери, Чампи, Галуппи, Кальдара, Ваньхаль, Мартин-и-Солер, Мейербер, Дж. Порта,  Феррадини и т. д. Некоторые драмы Метастазио положены на музыку 70—80 раз.
Метастазио поощрял обучение Марианны Мартинес и оставил ей своё состояние.

## Наследие и значение
Имя Метастазио, вместе с именами Карло Гольдони, Карло Гоцци и Витторио Альфьери, прославило итальянский театр. В отличие от текстов других либреттистов драмы Метастазио представляют самостоятельную ценность независимо от музыки и входят в число классических произведений итальянской литературы. В этом из прославленных либреттистов с ним может сравниться только Филипп Кино. Новаторство Метастазио — строгая композиция драмы, развёрнутые монологи, внимание к психологизму характеров — во многом подготовило почву для оперной реформы Глюка, которая пришлась на последние десятилетия жизни поэта, когда тот практически оставил перо.